# Hadji Ben Abadji
Hajji Ben Abadji (en arabe : حجي بن ابادجي), né à Tlemcen en 1908 et mort à Casablanca en 1981, est un dirigeant de football franco-algérien et premier président du Raja Club Athletic en 1949.
Après avoir commencé le métier de marchand de tapis en Turquie, il s’installe durant la fin des années 1930 à Derb Sutlan pour exercer sa profession. Le 20 mars 1949, il devient le premier président du Raja Club Athletic pour contourner la loi française qui interdisait la présidence d'un club marocain à un citoyen marocain, puisque Hajji Ben Abadji avait également la nationalité française.

## Biographie

### Origines
Hajji voit le jour en 1908 à Tlemcen sous le nom de Hajji Ben Abadi. De confession musulmane et parlant l’arabe, il part travailler en Turquie comme marchand de tapis, et prend au fil du temps le surnom Abadji (venant de Abaci, surnom de tailleur ou tisserand en turc).
Il revient ensuite en Algérie où il obtient la nationalité française puisque le pays était alors une colonie française.

### Vie au Maroc
Durant la fin des années 1930, il arrive au Maroc avec sa famille et s’installe à Derb Carlotti (ou Caloti) où il exercera son métier au quartier de Habous, qui accueillait alors les familles de négociants en provenance de diverses régions du pays. Son frère travaillait comme traducteur dans un commissariat près du palais royal du Mechouar.
Quelque temps après, il ouvre un bureau de rédaction de contrats à Derb Sultan.

### Premier président du Raja CA
En mars 1949, alors que les fondateurs du Raja Club Athletic enchaînent les réunions pour créer le club, ils exigent qu'il soit indépendant de toute influence coloniale, mais ils se confrontent à la loi française qui, à l'époque du protectorat, régulait la création des clubs sportifs en interdisant la présidence d'un club marocain à un citoyen marocain. L'algérien Rihani eut alors l'idée de contourner cette loi en laissant le fauteuil à son ami Hajji Ben Abadji, de fait qu'il avait la nationalité française. Les autorités coloniales, prises au dépourvu, sont contraintes d'accepter.
Le 20 mars 1949, Hajji Ben Abadji devient ainsi le premier président de l'histoire du club, bien qu'il ne soit pas effectivement parmi les fondateurs. Moulay Sassi Aboudarka Alaoui est désigné parallèlement président d'honneur. Hajji Ben Abadji demeure à ce jour le premier et seul président non-marocain de l'histoire du club. 

### Postérité
Le 20 mars 2015, jour du 66e anniversaire du Raja CA, Mohamed Boudrika adresse ses sincères remerciements et sa reconnaissance à feu Hajji Ben Abadji et sa famille.